# Samuel Lambert
Samuel Caïn Lambert, geboren Samuel Cahen (Lyon, 15 juni 1806 - Brussel, 9 april 1875) was een Frans-Belgisch bankier en schilder. Na hem bleef de familie Lambert zeer aanwezig in het Belgische financiewezen.

## Leven
Hij was een zoon van Lambert Caïn alias Cahen (1767-1854), afkomstig uit de Elzas. Samuel verliet rond 1831 Lyon en trouwde in 1835 met de Parijse muzikante Jenny Low Levy (1812-1865), die optrad onder de naam Eugénie Lion. Ze verdienden de kost als artiesten: hij schilderde en zij gaf gitaar- en pianoles. Zijn schoonmoeder Charlotte Neyman, die weduwe was, hertrouwde in 1838 met de Belgische bankier Lazare Richtenberger, agent van de Rothschilds in Brussel. Ze nam haar dochter en haar schoonzoon mee naar het jonge koninkrijk. 
Richtenberger nam Samuel Lambert aan boord in zijn agentschap en plaatste hem in 1843 aan het hoofd van het eerste filiaal in Antwerpen. Bij de dood van Richtenberger in 1853 zette Samuel Lambert de kantoren in Brussel en Antwerpen verder onder de naam Lambert, agent Rothschild. Net als zijn schoonvader genoot hij het vertrouwen van koning Leopold I. Hij volgde Richtenberger op als consul van Hessen en werd in 1854 consul-generaal van Griekenland. 
Als bankier investeerde Lambert onder meer in metallurgie, kanalen en koolmijnen. Hij regelde in 1865 de erfenis van Leopold I. Na zijn dood in 1875 nam zijn enige zoon Léon de leiding over de bank.

## Nageslacht
Samuel Lambert en Jenny Low Levy hadden vier kinderen: 
- Léonide Lambert (1835-1918), in 1855 getrouwd met de bankier Mieczysław Epstein
- Mary Lambert (1841-1935), in 1859 getrouwd met Emile Vanderheym
- Alice Lambert (°1850), in 1867 getrouwd met Raphaël de Bauer
- Léon Lambert (1851-1919), in 1882 getrouwd met Zoé Lucie de Rothschild